# Лаціо
Лаціо (італ. Lazio) — регіон Італії, відомий історично також як Лаціум (лат. Lacium) або Латинська область. Розташований в центрі країни, на узбережжі Тирренського моря. Розділена на провінції Рим (Roma або RM), Вітербо (VT), Латіна (LT), Р'єті (RI) та Фрозіноне (FR). Площа 17 227 км², населення 5 800 397 осіб (2012).
Столиця — Рим.
Найбільші річки: Тибр (405 км), Лірі (158 км).
Найвищі гори: Ла Мета (2247 м), Термінілло (2216 м), Термінілетто (2105 м).
Національні парки: Національний парк Абруццо, Лаціо й Молізе, національний парк Чірчео, Національний парк Гран-Сассо-е-Монті-делла-Лага.
Регіональні природні парки: Монті-Аурунчі, Монті-Сімбруйні, Джанола-е-Монті-Скаурі, Монті-Лукретілі, Апп'я-Антіка, Кастеллі-Романі, Брачано-Мартіньяно, Ініолата, Вейо, найдавніше місто Сутрі, Мартуранум.
Пам'ятки історії й культури: музеї й галереї Ватикану, Національний музей Рима, Галерея Боргезе, Капітолійські музеї, церкви Сан-П'єтро, Санта-Марія-Маджоре, Сан-Джованні-ін-Латерано, Колізей, руїни римських форумів (усі — Рим), Музей Чівіко (Вітербо).
Типова страва — букатіні алл'Аматрічана (макарони із шинкою, томатним соусом, цибулею й тертим сиром пекоріно).
Типові вина — Ест! Ест! Ест!, Фраскаті.